# Orrárbóc

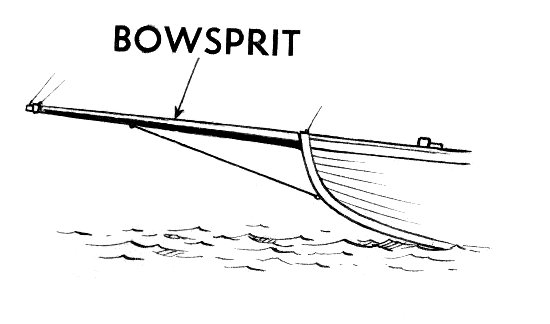
Élkötél által lefogott orrárbóc

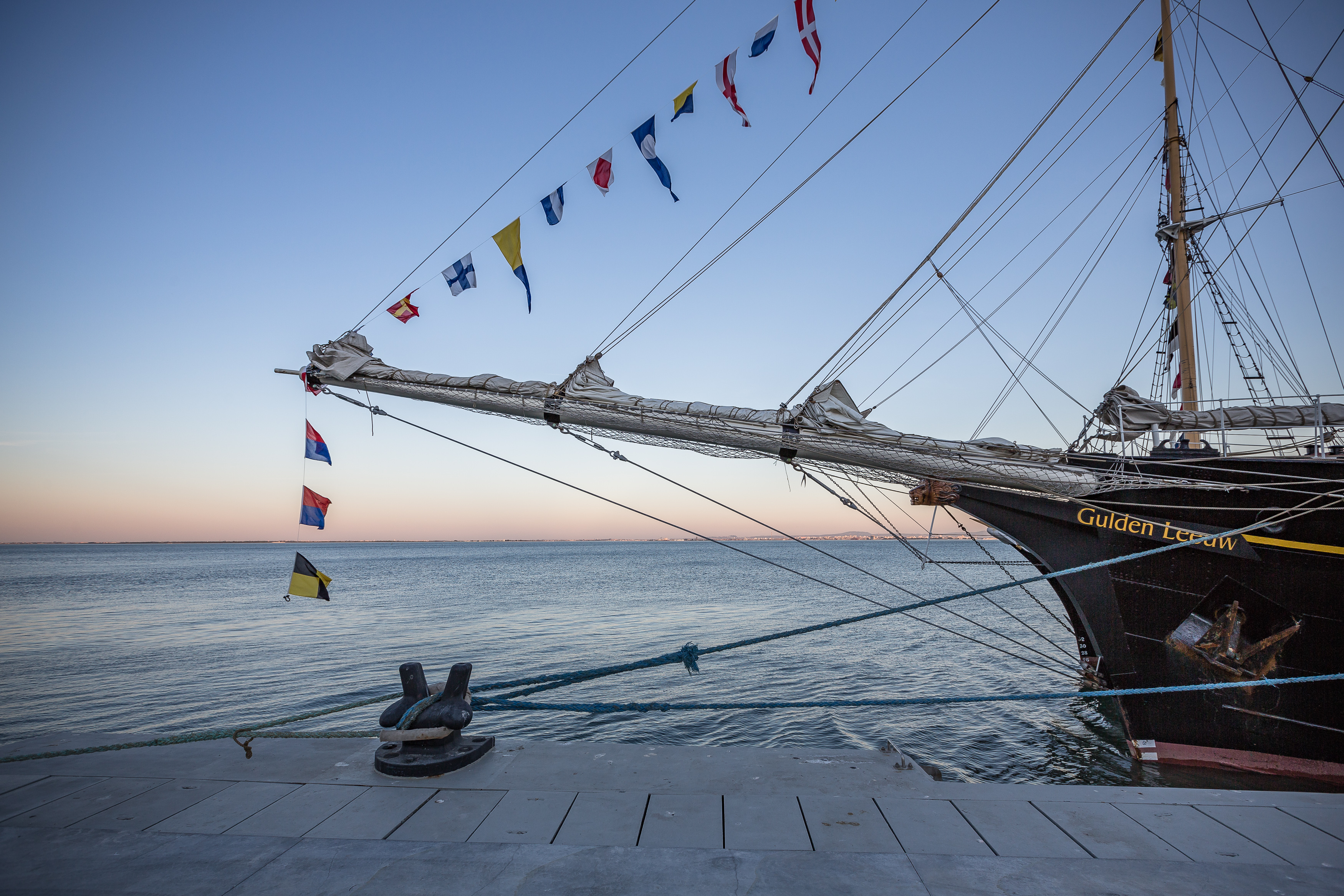
Orrárbóc előmerevítőkkel és élkötelekkel

A vitorlás hajón orrárbócnak nevezik a hajó orrából előre kinyúló rudat, mely rögzítési pontot biztosít az előmerevítők számára, lehetővé teszi az előárbóc előrébb történő elhelyezését a hajótesten. Az orrárbócot jellemzően egy élkötél fogja le, mely az előmerevítők által közvetített erők ellen hat.
Előfordul, hogy az orrdísz rögzítésére használják.

## Fordítás
Ez a szócikk részben vagy egészben  a   Bowsprit című angol Wikipédia-szócikk ezen változatának fordításán alapul.  Az eredeti cikk szerkesztőit annak laptörténete sorolja fel. Ez a jelzés csupán a megfogalmazás eredetét és a szerzői jogokat jelzi, nem szolgál a cikkben szereplő információk forrásmegjelöléseként.